# Андреев (древнерусский город)
Андреев (др.-рус. Андрѣевъ) — город в Галицко-Волынской Руси, на реке Влодавке (приток Западного Буга), ныне село Анджеюв в гмине Уршулин Люблинского воеводства Польши.
Упоминается в Ипатьевской летописи под 1245 годом:

Прошло немного времени, приехали ляхи и воевали около Андреева. Услышав об этом, Даниил-князь и его брат Василько соединили свои силы, и велели построить пороки и другие стенобитные орудия для взятия города, и пошли на город Люблин.Оригинальный текст (древнерусск.)Малу же времини минувшу, приѣхавъши же ляхове и воеваша около Андрѣева. Услышавъ же Данило князь со братомъ Василкомъ, совокупиша силу свою и повелѣста престроити праща и иныие сосудыи на взятье града, и придоста на градъ Люблинъ
Название города восходит к личному имени Андрей (др.-рус. Ондрѣй). Его возникновение может быть связано с волынским князем Андреем Владимировичем, правившим в 1119—1135 годах.